# Добруджа (футбольный клуб)
«Добруджа» (болг. ФК Добруджа) — болгарский футбольный клуб из города Добрич. Домашние матчи команда проводит на стадионе «Дружба», вмещающем около 12 500 зрителей. Ныне «Добруджа» выступает во Второй профессиональной лиге, втором уровне в системе футбольных лиг Болгарии.

## История
В 1919 году в Добриче был основан футбольный «Развитие». В начале 1924 года в городе появилась ещё одна футбольная команда «Надежда», позже преобразованная в «Вихрь» (в 1940 году сменивший название на «Царь Борис III»). В 1925 году в Добриче был образован ФК «Глория», переименованная в 1940 году в «Левски», а в 1945 году — в «Спартак». 23 декабря 1945 «Вихрь», вернувший себе своё прежнее название, объединился с «Юнаком», а в 1947 году произошло его слияние со «Спартаком», результатом которого стало появление ФК «Добруджи». В следующем году состоялось ещё большее укрупнение: добричские команды «Добруджа», «Славия» и «Динамо» объединились в клуб «Орлов».
С 1949 года начинается обратный процесс, проходивший тогда по всей стране, по разделению городских клубов на добровольные спортивные организации по ведомственному принципу. Наиболее известными ДСО в Добриче стали «Червено знаме» и «Септември». В 1957 году «Червено знаме», «Спартак» и «Септември» были объединены в «Добруджу», а «Динамо», «Торпедо» и «Локомотив» — в «Вихрь». В 1959 году «Вихрь» был поглощён «Добруджей».
В 1962 году «Добруджа» впервые в своей истории добилась права играть в главной болгарской футбольной лиге. Но дебютный сезон в ней оказался неудачным, и команда по его итогам вылетела обратно. В конце 1960-х годов клуб провёл ещё три года в Группе «А». Следующий приход «Добруджи» в элиту пришёлся на 1990-е годы, ставшие лучшими в истории клуба. Команда почти неизменно боролась за выживание в лиге, тем не менее на протяжении девяти лет не вылетала. Лучшим её результатом стало седьмое место по итогам сезона 1995/1996. В чемпионате 1999/2000 «Добруджа» на финише оказалась в зоне стыковых матчей, в котором проиграла «Хебыру» со счётом 0:2 и вылетела из главной болгарской лиги. На возвращение обратно клубу из Добрича понадобилось два года, но сезон 2002/2003 остаётся для команды и поныне последним в элите болгарского футбола.